# Fang Cheng Bao Leopard 5
Der Fang Cheng Bao Leopard 5  ist ein Sport Utility Vehicle (SUV) von BYD Auto unter der Marke Fang Cheng Bao. Es wurde im August 2023 vorgestellt und im November 2023 auf dem chinesischen Markt eingeführt. Ab 2026 soll der Wagen auch in Europa angeboten werden, allerdings unter der Marke Denza als Denza B5.

## Technik
Der 4,89 m lange Leopard 5 basiert auf der Dual-Mode-Offroad(DMO)-Plattform mit Allradantrieb für diese Marke. Die größtmögliche Bodenfreiheit beträgt 31 cm. Er hat als Plug-in-Hybrid ein System aus einem mit Turbolader aufgeladenen 1,5-Liter-Ottomotor mit 143 kW (194 PS) und zwei Elektromotoren: der vorn eingebaute leistet 200 kW (272 PS), der hintere 285 kW (387 PS), so dass sich eine Systemleistung von 505 kW (687 PS) mit einem maximalen Drehmoment von 760 Nm ergibt. Jede Achse ist mit einer elektronischen Differentialsperre ausgerüstet. Die LFP-Batterie, eine von BYD entwickelte Blade-Batterie, hat eine Kapazität von 31,8 kWh. Die elektrische Reichweite gemäß dem chinesischen CLTC-Zyklus beträgt 125 km, gemäß WLTP ist sie kleiner. Gleichstromladen ist mit bis zu 100 kW Ladeleistung möglich. Zusammen mit dem 85-Liter-Tank ergibt sich ebenfalls nach dem CLTC-Standard eine Reichweite von 1200 km. Die Beschleunigung von 0 auf 100 km/h wird mit 4,8 Sekunden, die Höchstgeschwindigkeit mit 180 km/h angegeben.
Das Fahrwerk hat Einzelradaufhängungen rundum. Beide Achsen sind Doppelquerlenker-Konstruktionen. Über eine Hydraulik kann die Dämpfereinstellung verändert werden (Disus-P).
Die Armaturentafel ist annähernd über ihre gesamte Breite mit drei Bildschirmen bestückt: Die äußeren Monitore sind 12,3 Zoll groß, der mittlere ist ein Touchscreen mit einer Größe von 15,6 Zoll. Darüber hinaus gibt es ein Kühlfach, beispielsweise für Getränke.
Der Bao 5 wird in der Discovery-, Pilot- und in der bestausgestatteten Yunnian-Version angeboten.

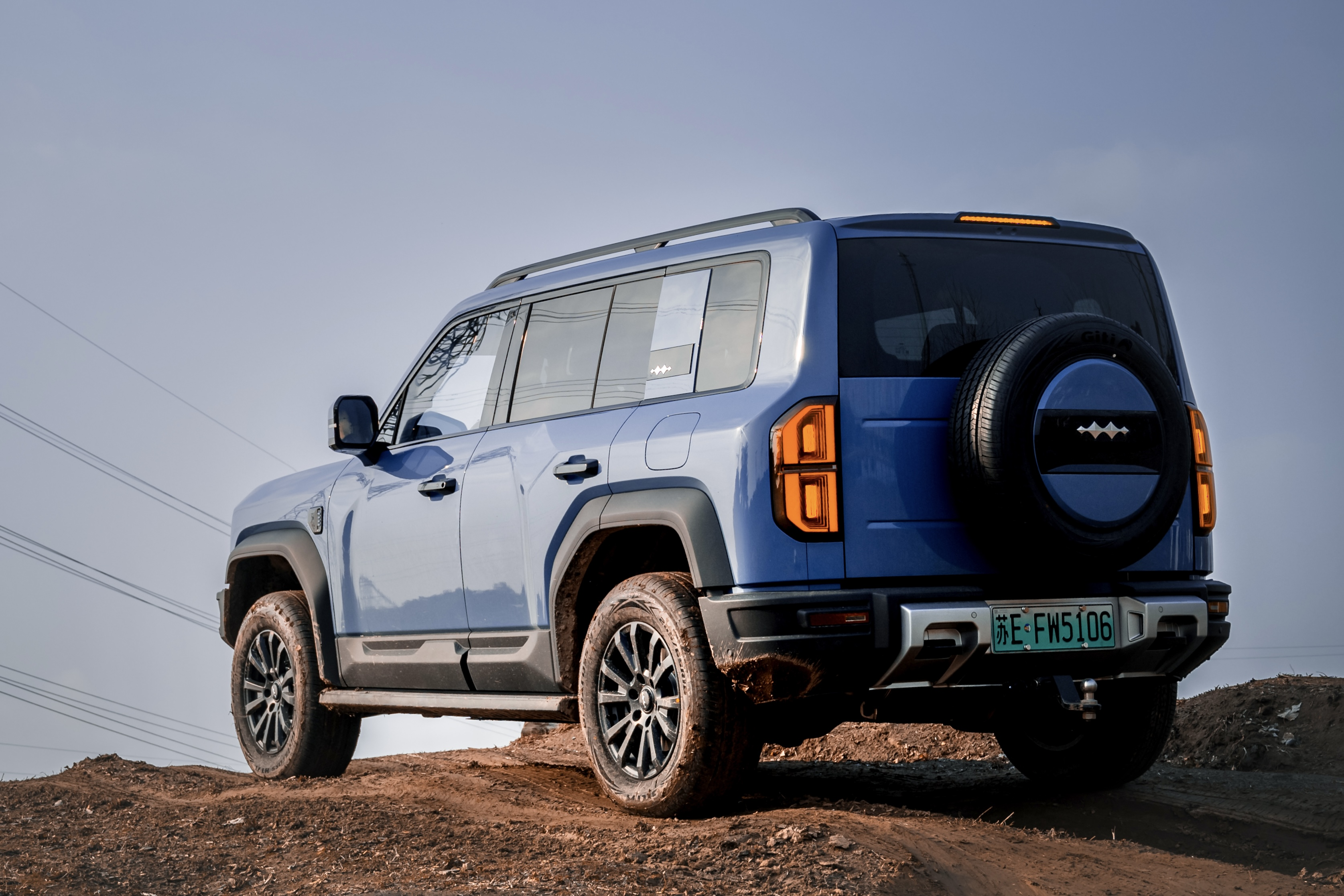
Heckseitenansicht
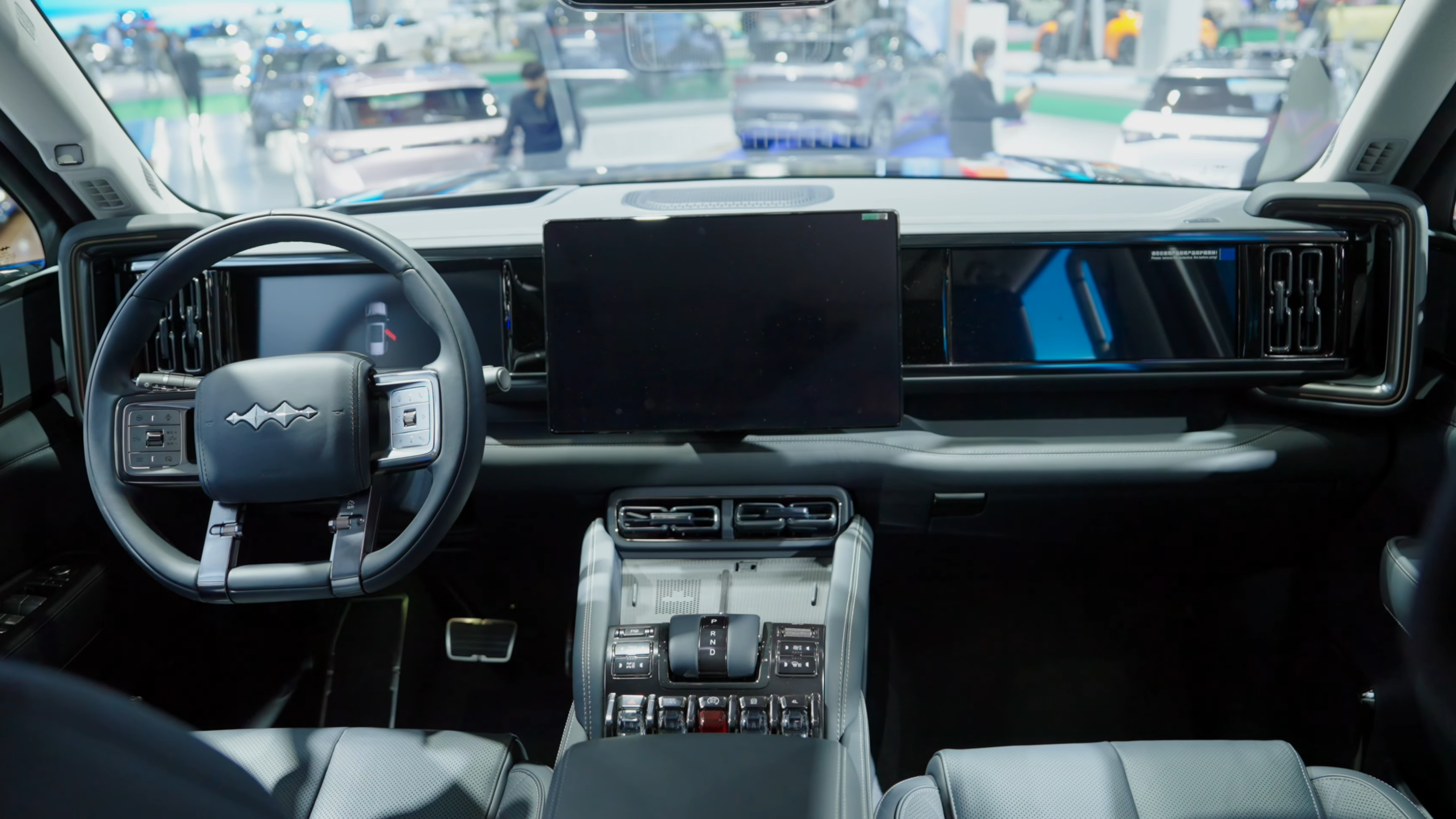
Armaturentafel